# Вольшлеґер (герб)
Вольшлеґер (Вольшляґер, Болти відмінний, пол. Wolszlegier, Wollschlaeger, Wollschläger, Bełty odmienny) – шляхетський кашубський герб німецького походження, власний герб родини Вольшлеґерів. За словами Пшемислава Праґерта різновид (відміна) герба Болти.

## Опис герба
Опис з використанням принципів блазонування, запропонованих Альфредом Знамеровським:
У червоному полі, дві срібні стріли в косий хрест вістрям донизу, на них така ж стріла в стовп вістрям догори.
Клейнод: над шоломом в короні червоне орлине крило, пронизане срібною стрілою в пояс.
Намет червоний, підбитий сріблом.

## Найбільш ранні згадки
Згадується виключно тільки в німецькомовних гербовниках: Der Adel des Königreichs Preußen з 1906 року, Adelslexikon der preussichen Monarchie Ледебура з 1828 року та Der polnische Adel Еміліана Шеліги-Жерницького з 1900 року.
В 1408 році капітан Штефан Вольшляер (Steffan Wolschlaer) із 300 людей вирушив у військовий похід з Кульма на жемайтів. У 1526 році польський король Сигізмунд I Старий підтвердив шляхетство панам Матвію, Петру і Мартину Вольшлеґерам (Mathaeo, Petrus und Martino Wolslager).

## Родина Вольшлеґерів
Родина походить з Німеччини, оселилась у XVI столітті на тоді польському Помор'ї в члухувському повіті. В 1570 році згадуються четверо Вольшлеґерів як співвласники села Плониця. У наступному столітті родина володіла й рядом інших сіл: Цехолеви, Цолданки, Чосново, Шенфельд, Яромеж і Завада. В XVII столітті додатково володіли селами: Замарте, Слупи, Сільно, Рацлавки, Тухолка та наділами в селах Гоцково і Пшехлево. В XIX столітті були також власниками сіл Бельно, Ґолушиці, Лясковиці, Ловін, Храплево, Ценжково і Івно. Незважаючи на німецькі корені, рід відчував себе польським, виконував державні функції в Помор'ї. Рід отримав підтвердження шляхетства в Королівстві Польському (Конгресовому): 1845 року Кароль Марцін Вольшлеґер і 1855 року Пйотр Вольшлеґер, син Марціна, капітана Війська Польського (проте без уточнення кольорів гербу).

## Роди
Вольшлеґери (Wolszlegier, Wollenschlaeger, Wollschlager, Wollschläger, Wollszleger, Wolszleger). 
Геральдика Польщі знає цей рід, але приписує їй герб Болти без жодних відмін. Цей же герб Болти без відмін зображений на вітражі в каплиці Розп'яття у Велю з 1916 року, що належав братам Владиславу і ксьондзу Антонію Вольшлеґерам, будівничим цієї каплиці.